# Паканди
Паканди (узб. Pakandi, Паканди) — міське селище в Узбекистані, в Чиракчинському районі Кашкадар'їнської області.
Статус міського селища з 2009 року.